# Thomas Huckle Weller
Thomas Huckle Weller (Ann Arbor, 15 de junho de 1915 — Needham, 23 de agosto de 2008) foi um virologista estadunidense.
Foi agraciado, juntamente com John Franklin Enders e Frederick Chapman Robbins, com o Nobel de Fisiologia ou Medicina de 1954, por descobertas sobre viroses da poliomielite e seu crescimento nos tecidos.